# Brachymeles lukbani
Brachymeles lukbani là một loài thằn lằn trong họ Scincidae. Loài này được Siler, Diesmos & Brown mô tả khoa học đầu tiên năm 2010.